# Carmen Silvera
Carmen Blanche Silvera (ur. 2 czerwca 1922 w Toronto, zm. 3 sierpnia 2002 w Denville Hall w Londynie) – brytyjska aktorka i tancerka kanadyjskiego pochodzenia. Występowała w serialu komediowym ’Allo ’Allo!, w którym grała postać Edith Artois (żonę René, właściciela kawiarni).

## Życiorys

### Kariera artystyczna
Choć urodziła się w Kanadzie, dorastała w Coventry, z kolei jej ojciec wyemigrował do Kanady z Jamajki. W czasie II wojny światowej została ewakuowana do Montrealu, gdzie zdobyła kwalifikacje baletnicy. Po powrocie do Europy uczyła się aktorstwa w London Academy of Music and Dramatic Art, a następnie występowała w teatrze repertuarowym. Wziętą aktorką teatralną i musicalową pozostała przez całą swoją karierę.
W latach 60. zaczęła występować regularnie w telewizji. Pierwszymi znanymi produkcjami, w których otrzymała role, były serial sensacyjny Z-Cars oraz opera mydlana Compact. Dwukrotnie występowała we wczesnych odsłonach Doktora Who. W 1970 wystąpiła w napisanej przez Davida Crofta specjalnie dla niej gościnnej roli w serialu Armia tatuśka, gdzie w jednym z najbardziej słodko-gorzkich odcinków tego sitcomu pojawiła się jako Fiona, w której nieszczęśliwie zakochuje się pompatyczny i niedostępny zwykle kapitan Mainwaring (Arthur Lowe). W latach 1982–1992 występowała w swojej najbardziej znanej roli Edith w serialu ’Allo ’Allo!, co przyniosło jej rozpoznawalność również poza Wielką Brytanią, m.in. w Polsce.

### Choroba i śmierć
Silvera przez całe swoje życie była nałogową palaczką. W kwietniu 2002, na krótko przed jej 80. urodzinami, zdiagnozowano u niej raka płuca. Aktorka odmówiła poddania się chemioterapii i radioterapii, akceptując swoją nieuchronną śmierć. Zmarła w sierpniu tego samego roku, ostatnie miesiące życia spędziła w Denville Hall, najbardziej znanym brytyjskim domu opieki dla emerytowanych aktorów.

## Życie prywatne
W 1941 wyszła za mąż za Johna Cunliffe. Z małżeństwa, zakończonego w 1948 rozwodem, mieli jedno dziecko.